# Comunitat de comunes Moret Seine et Loing
La Comunitat de comunes Moret Seine et Loing (oficialment: Communauté de communes Moret Seine et Loing) és una Comunitat de comunes del departament de Sena i Marne, a la regió de l'Illa de França.
Creada al 1972, està formada 19 municipis i la seu es troba a Moret-Loing-et-Orvanne.

## Municipis
1. Champagne-sur-Seine
2. Dormelles
3. Flagy
4. La Genevraye
5. Montigny-sur-Loing
6. Moret-Loing-et-Orvanne
7. Nanteau-sur-Lunain
8. Nonville
9. Paley
10. Remauville
11. Saint-Ange-le-Viel
12. Saint-Mammès
13. Thomery
14. Treuzy-Levelay
15. Vernou-la-Celle-sur-Seine
16. Villecerf
17. Villemaréchal
18. Villemer
19. Ville-Saint-Jacques